# Marcin Dorna
Marcin Dorna (Poznań, 17 settembre 1979) è un allenatore di calcio polacco.